# Лебідь Надія Дмитрівна
Надія Дмитрівна Лебідь (нар. 19 листопада 1956, селище міського типу Новгородське Донецької області) — українська радянська діячка, майстер машинного доїння корів колгоспу імені Жданова Новоайдарського району Луганської області. Депутат Верховної Ради УРСР 11-го скликання.

## Біографія
Освіта середня.
З 1974 року — мотальниця Ворошиловградського тонкосуконного комбінату.
З 1975 року — колгоспниця, майстер машинного доїння корів колгоспу імені Жданова села Дмитрівка Новоайдарського району Ворошиловградської області.
Потім — на пенсії в селі Дмитрівка Новоайдарського району Луганської області.

## Нагороди
- ордени
- медалі